# Vitantonio Liuzzi
Vitantonio Liuzzi, dit Tonio Liuzzi, né le 6 août 1981 à Locorotondo, dans la province de Bari dans les Pouilles (Italie) est un pilote automobile italien, qui s'est illustré en Formule 3 et en Formule 3000, avant de débuter en 2005 dans le championnat du monde de Formule 1, grâce à l'appui de son sponsor Red Bull.

## Biographie

### Les débuts
Vitantonio Liuzzi débute en 1991 en karting, où il s'illustrera pendant près de dix ans, emportant ainsi dès 1993, le championnat italien, puis en 1995, en s'adjugeant un titre vice-champion du monde. Évoluant dans la catégorie Junior intercontinental A en 1996, il y emporte à nouveau son championnat national. Devenu senior en 1997 puis engagé en Formule Super A en 1998, la catégorie reine du karting, il conquiert la troisième place du podium du Championnat d'Europe avant en 1999 de remporter le Ayrton Senna Memorial puis en 2000 la deuxième marche de la Coupe du Monde. En 2001 il s'engage parallèlement dans le Championnat du Monde de karting FIA-CIK, et dans le Championnat allemand de Formule Renault. Dans ce dernier, il connaît la réussite, emportant la manche au Nürburgring puis la seconde place du championnat. En karting, il connaît la consécration en remportant le titre du Championnat du Monde. Liuzzi est engagé en 2002 en Formule 3 par Opel Team BSR dans le championnat allemand, saison durant laquelle il décroche deux pole positions, mais seulement la neuvième place finale, ne conquérant que trois podiums sans jamais monter une seule fois sur la première marche. Il s'assure cependant au cours de cette saison le soutien financier de Red Bull et est repéré par Coloni en Formule 3000 et Williams en Formule 1 qui lui font effectuer des tests. L'essai est transformé chez Coloni Motorsports, puisqu'il se voit engagé par cette équipe pour courir le Championnat international de F3000 pour la saison 2003 durant laquelle il se révèle comme le meilleur novice accrochant deux podiums, et une pole position au Grand Prix de Hongrie F3000 2003. Transféré chez Arden en 2004, il y fait preuve d'une suprématie qui le mène sept fois à la victoire et deux fois sur une autre marche du podium en 10 manches, égalant le record de victoire à ce jour. Il est bien sûr sacré Champion International FIA de F3000 avec 86 points.

### La Formule 1

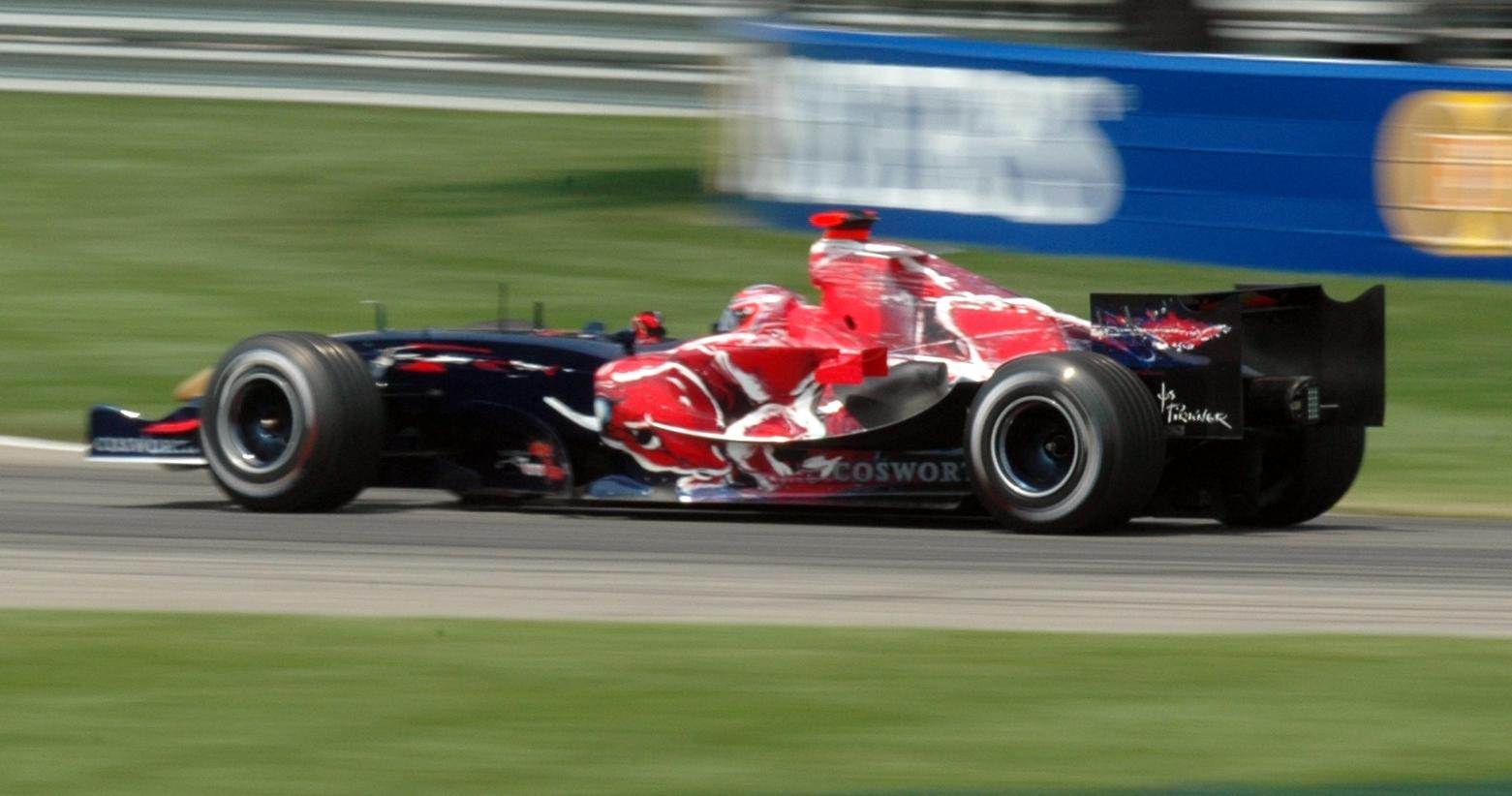
Vitantonio Liuzzi au volant de la Toro Rosso STR1 au Grand Prix des États-Unis 2006

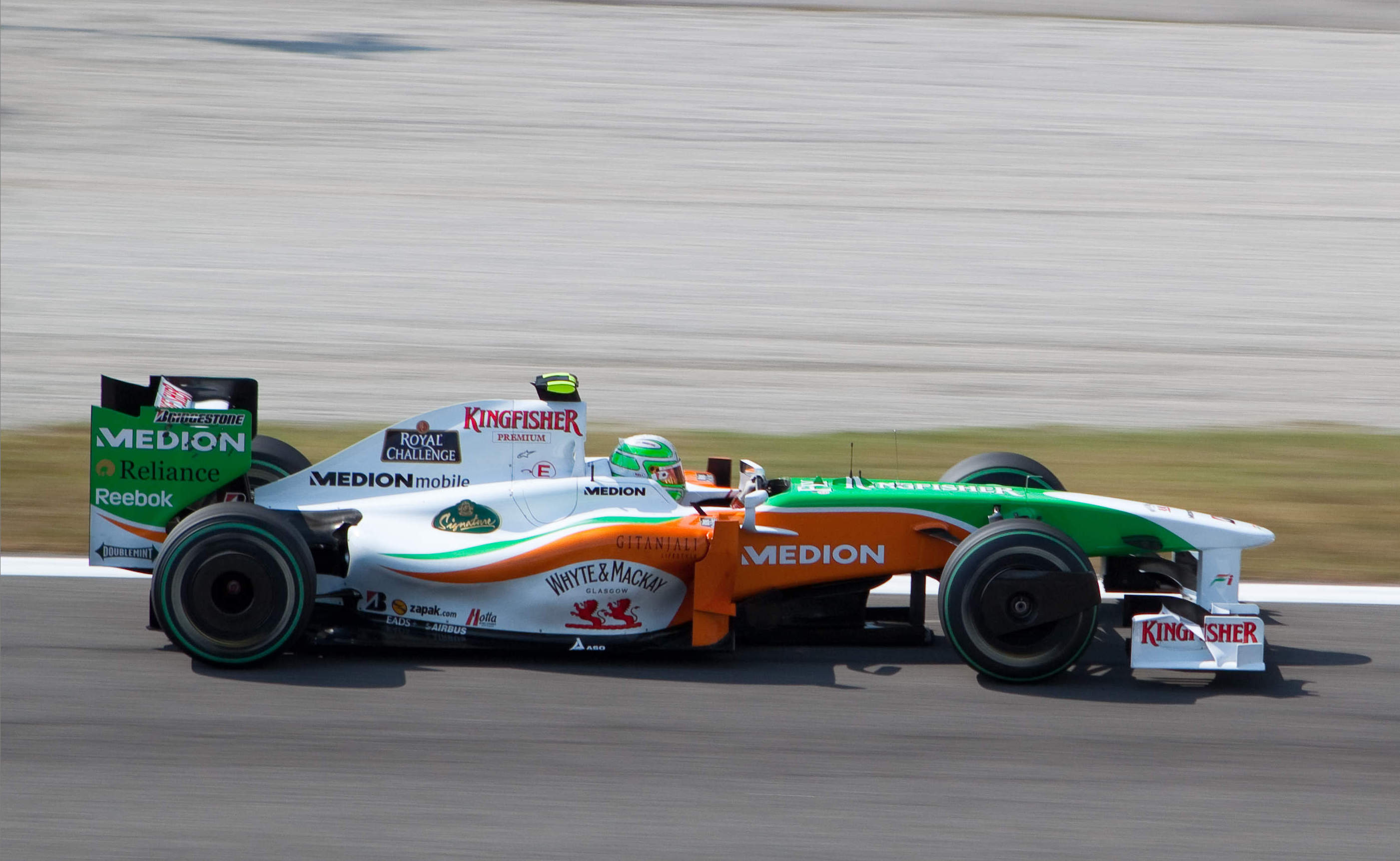
Vitantonio Liuzzi sur la Force India VJM02 au Grand Prix d'Italie 2009.

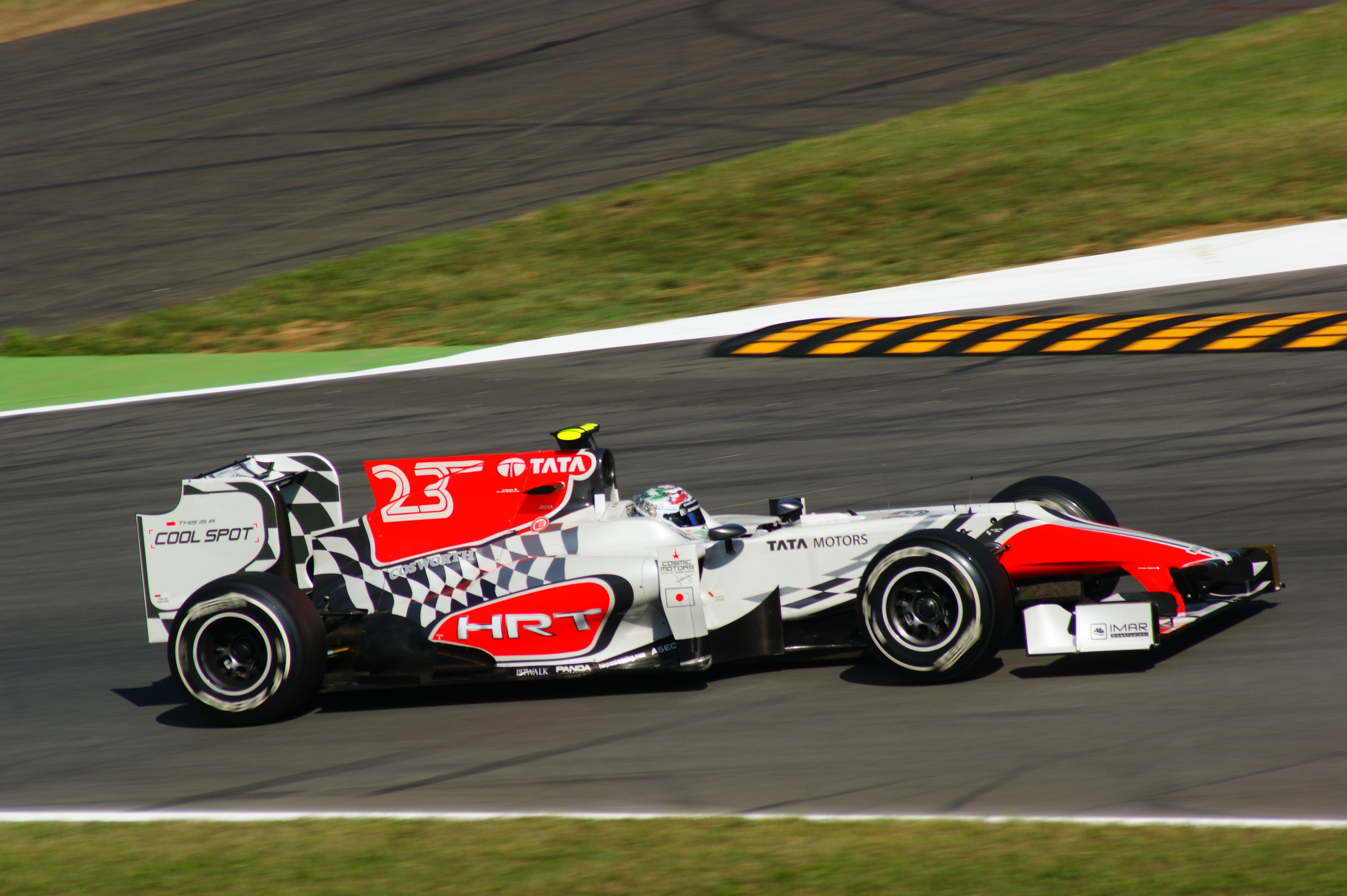
Vitantonio Liuzzi sur la HRT F111 au Grand Prix d'Italie 2011

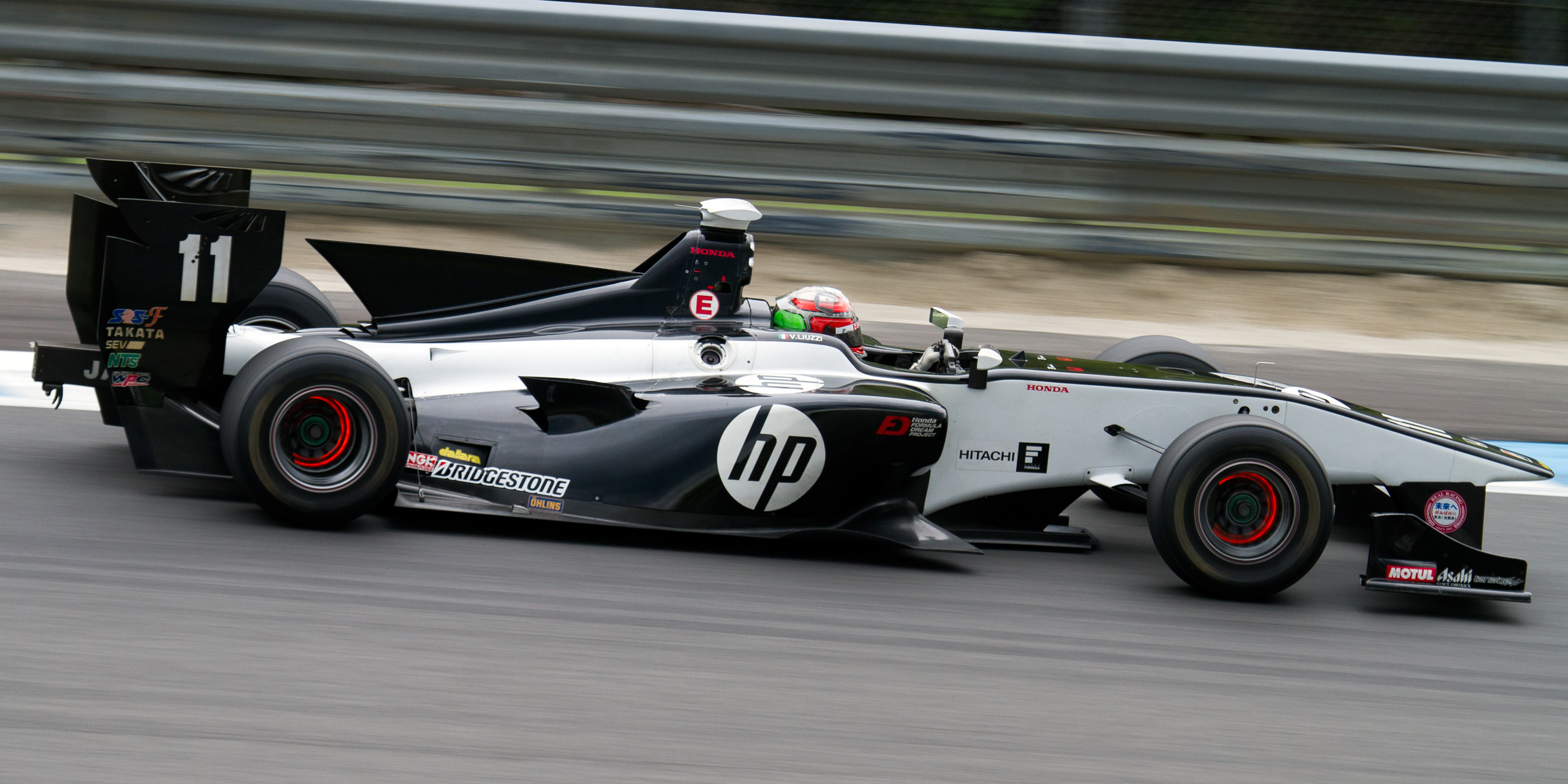
Vitantonio Liuzzi en Super Formula en 2014

Red Bull, son soutien financier depuis trois ans, nouveau propriétaire en Formule 1 avec l'écurie Red Bull Racing, lui offre un volant en 2005 en alternance avec l'Autrichien Christian Klien. Ayant terminé dixième de son premier Grand Prix à Imola, l'exclusion des deux BAR lui vaut de conquérir la huitième place et de marquer un point dès son premier Grand Prix,. Participant comme convenu aux GP d'Espagne et de Monaco, il se voit donner une course supplémentaire au GP d'Europe avant que son baquet ne soit rendu pour le reste de la saison à Klien à partir du GP du Canada.
Nouvelle propriété de Red Bull, la Scuderia Toro Rosso engage le pilote italien pour la saison 2006, qu'il effectue aux côtés de l'Américain Scott Speed. Annoncé, lors de son arrivée de la discipline, comme l'une des futures stars de la Formule 1, Vitantonio Liuzzi déçoit par des performances peu éclatantes, même s'il apparaît souvent plus à l'aise que son coéquipier. Son unique prestation notable de l'année a lieu à Indianapolis où il inscrit le point de la huitième place (le premier de l'histoire de son écurie) à l'issue d'une belle lutte avec David Coulthard et Nico Rosberg.
L'Italien conserve son volant pour la saison 2007 mais une série de mauvais résultats et d'accidents lors de la première partie du championnat fragilise sa position et aboutit comme pressenti de longue date à l'annonce de son remplacement par le Français Sébastien Bourdais à compter de la saison suivante. Paradoxalement, il semble hausser son niveau de pilotage une fois prise la décision de Toro Rosso (qui correspond également à l'éviction de son coéquipier Scott Speed et à son remplacement par Sebastian Vettel). Auteur d'une belle onzième place en qualifications lors du Grand Prix de Chine, il termine la course à la sixième place, soit le meilleur résultat de sa carrière.
Un temps pressenti pour devenir le deuxième pilote de Force India en 2008, il rejoint finalement l'écurie indienne en qualité de pilote essayeur. En 2009, après le départ de Giancarlo Fisichella pour Ferrari à partir du Grand Prix d'Italie, il est titularisé.
Le 27 novembre 2009, il est confirmé chez Force India pour la saison 2010. Après un bon début de saison où il se qualifie souvent dans les dix premiers et entre régulièrement dans les points, Liuzzi subit la baisse de performance de sa monoplace. Après une belle remontée en Corée du Sud, où il partait en dix-huitième position sur la grille de départ, il se classe sixième. Liuzzi achève sa saison sur un violent accrochage avec Michael Schumacher à Abou Dabi, une semaine seulement après une violente sortie de piste à Interlagos. Il se classe quinzième du championnat du monde avec 21 points.
Bien que Vitantonio Liuzzi ait un contrat pour 2011 avec l'écurie Force India, il est remplacé par Paul di Resta. Le 9 mars 2011, Liuzzi est titularisé chez Hispania Racing F1 Team, aux côtés de Narain Karthikeyan. Liuzzi essuie, tout comme son coéquipier Narain Karthikeyan, une non-qualification lors du Grand Prix inaugural d'Australie. Liuzzi domine son coéquipier et réalise la meilleure performance de son écurie lors du chaotique Grand Prix du Canada, disputé sous la pluie : qualifié en vingt-et-unième position, il est treizième à l'arrivée. En fin d'année, malgré une certaine régularité, l'Italien ne parvient pas à dominer son nouveau coéquipier, le jeune Australien Daniel Ricciardo et, le 4 février 2012, HRT annonce son remplacement par Narain Karthikeyan.

### Championnat du monde d'endurance FIA
En 2012, en plus de son engagement en Superstars Series, Viantonio Luizzi est confirmé chez Lotus LMP2 en Championnat du monde d'endurance FIA. Cependant, il ne participe pas à toutes les manches où il est remplacé par Jan Charouz pour les 6 Heures de Shanghai, de même pour les 24 Heures du Mans où il est seulement invité à participer à la journée test le 3 juin. Il s'agit alors de sa première apparition sur le circuit de la Sarthe.
En 2013, il repart pour une nouvelle saison en catégorie LMP2, dans la même équipe mais avec un nouveau modèle en lieu et place de la Lola B12/80-Lotus : la Lotus T128.

### Super GT
En 2014, en plus de son programme complet en Super Formula, Liuzzi s'engage en Super GT pour le compte de l'équipe ARTA qui engage une Honda NSX Concept.

### Superstars Series
En 2012, sans volant en Formule 1, le pilote se tourne vers la Superstars Series, le championnat de voitures de tourisme italien. Il participe à toutes les courses de la saison au volant d'une Mercedes-AMG C63 du CAAL Racing. Il réalise une saison marquée par deux victoires (Monza et Hungaroring) et la troisième place finale du championnat. L'année suivante, il pilote toujours une Mercedes C63 AMG, désormais pour le compte du Team Romeo Ferraris ; il s'impose à trois reprises et termine deuxième du championnat.

### Super Formula
Vitantonio Liuzzi revient à la monoplace en participant à l'intégralité du championnat de Super Formula 2014, le championnat de monoplaces au Japon, au sein du HP Real Racing. Il obtient comme meilleur résultat une huitième place en course et termine le championnat à la seizième place avec 1,5 point.

### Formule E
En 2015, il rejoint Trulli Formula E Team en cours de saison pour le Championnat de Formule E FIA et marque deux points lors de la course de Berlin. Il est signé pour la saison 2015-2016 chez Trulli Formula E Team, en tant que titulaire.

## Carrière
| Année     | Discipline                        | Équipe                  | Qualité                                        |
| --------- | --------------------------------- | ----------------------- | ---------------------------------------------- |
| 1991-2000 | Karting                           |                         | Pilote                                         |
| 2001      | Champion du Monde Formule Renault | GM Motorsport           | Pilote                                         |
| 2002      | Formule 3                         | Opel Team BSR           | Pilote                                         |
| 2003      | Formule 3000                      | Red Bull Junior         | Pilote                                         |
| 2004      | Formule 3000 - Champion           | Arden International     | Pilote                                         |
| 2005      | Formule 1                         | Red Bull Racing         | Pilote remplaçant                              |
| 2006      | Formule 1                         | Scuderia Toro Rosso     | Pilote titulaire                               |
| 2007      | Formule 1                         | Scuderia Toro Rosso     | Pilote titulaire                               |
| 2008      | Formule 1                         | Force India             | Pilote essayeur                                |
| 2009      | Formule 1                         | Force India             | Pilote essayeur Pilote remplaçant              |
| 2010      | Formule 1                         | Force India             | Pilote titulaire                               |
| 2011      | Formule 1                         | Hispania Racing F1 Team | Pilote titulaire                               |
| 2012      | Superstars Series (en)            | CAAL Racing             | Pilote titulaire                               |
| 2013      | Superstars Series (en)            | Romeo Ferraris          | Pilote titulaire                               |
| 2014      | Super Formula                     | HP Real Racing          | Pilote titulaire                               |
| 2014-2015 | Formule E                         | Trulli Formula E        | Pilote titulaire pendant cinq courses sur onze |
| 2015      | Champ. monde d'endurance          | ByKolles Racing         | Pilote titulaire                               |
| 2015-2016 | Formule E                         | Trulli Formula E        | Pilote titulaire                               |

## Résultats en championnat du monde de Formule 1
À l'issue du Grand Prix automobile d'Abou Dabi 2011
- 6 saisons en Formule 1.
- 80 départs en Grands Prix.
- 26 points marqués.
- 29 abandons.
- Débuts en Formule 1 : le 24 avril 2005 au Grand Prix de Saint-Marin 2005, sur le circuit Dino et Enzo Ferrari à Imola (8e).

| Saison | Écurie                  | Châssis | Moteur       | Pneus       | GP disputés | Points inscrits | Classement |
| ------ | ----------------------- | ------- | ------------ | ----------- | ----------- | --------------- | ---------- |
| 2005   | Red Bull Racing         | RB1     | Cosworth V10 | Michelin    | 4           | 1               | 23e        |
| 2006   | Scuderia Toro Rosso     | STR1    | Cosworth V10 | Michelin    | 18          | 1               | 19e        |
| 2007   | Scuderia Toro Rosso     | STR2    | Ferrari V8   | Bridgestone | 17          | 3               | 18e        |
| 2009   | Force India F1 Team     | VJM02   | Mercedes V8  | Bridgestone | 5           | 0               | 22e        |
| 2010   | Force India F1 Team     | VJM03   | Mercedes V8  | Bridgestone | 19          | 21              | 15e        |
| 2011   | Hispania Racing F1 Team | F111    | Cosworth V8  | Pirelli     | 16          | 0               | 22e        |